# 鶴澤清七
鶴澤 清七（つるさわ せいひち）は、義太夫節三味線方の名跡。

## 初代
初代大西清二郎（清治郎・清次郎） ⇒ 初代鶴澤清二郎（清次郎） ⇒ 初代鶴澤清七 ⇒ 三代目鶴澤友次郎
初代大西藤蔵門弟。後に初代鶴澤文蔵（二代目鶴澤友次郎）門弟。
宝暦10年（1760年）7月竹本座『極彩色娘扇』で、当時竹本座第三代の三味線筆頭であった初代大西藤蔵の門弟の初代大西清治郎として初出座。
この後名跡として継承された表記は清二郎であるが、この番付には清治郎とあり、また清次郎とするものもあり、様々な表記がある。
没年から換算すると13歳での初出座であると『三味線の人人』は記している。
翌宝暦11年（1761年）7月刊行『竹の春』には竹本座所属の三味線弾きとして大西清次良と記されている。
以降、『義太夫年表近世篇』では出座が確認できない。師藤蔵に従い、東下りをしたものか、年齢的に修行の道を歩んだのかは不明。（『三味線の人人』は師藤蔵の東下りには従っていないとする）
宝暦13年（1763年）師藤蔵が江戸境町外記座の座元となる。それに伴い、同門の大西文吾、文次郎と共に師藤蔵の同門（初代友次郎門弟）の初代鶴澤文蔵の門弟となり、鶴澤姓を名乗り、初代鶴澤清次郎となる。
明和4年（1767年）5月竹本座『四天王寺稚木像』の番付に鶴澤清次郎の名がある。三味線筆頭は師初代鶴澤文蔵である。同年12月竹本座『三日太平記』初代中太夫事三代目竹本政太夫の襲名披露の番付には鶴澤清二郎とある。以降も、清二郎・清次郎・清治郎の表記で番付に名前がある。
同年の竹本座退転以降も、師文蔵に従い、竹本座系統の諸座へ出座した。『増補浄瑠璃大系図』は「和の頃改名致す通称松屋と云也」と、明和年間に初代鶴澤清七へ改名したとするが、安永元年（1772年）8月竹本座「とりあへず見取浄瑠璃」の上二枚目に鶴澤清次郎の名がある。以降は詳細は不明ながらも、『義太夫年表近世篇』では出座が確認できない。
安永9年（1780年）7月北新地西ノ芝居竹田万治郎座の番付に鶴澤清次郎の名前がある。天明元年（1781年）4月、ひらがなによる三味線譜を用いて『音曲萬留日記』『音曲萬合日記』『義太夫節合控帳』を編集する。
天明元年（1781年）10月以前稲荷芝居豊竹与吉座『芦屋道満大内鑑』の番付に鶴澤清次郎がある。
『義太夫年表近世篇』に天明元年（1781年）8月16日鶴澤清次郎没。行年二十五歳。法名釋円寂とある。しかし、翌天明2年（1872年）に鶴澤清七と改名しているため、清七とは別人である。
天明2年（1872年）9月（前後）稲荷芝居豊竹駒太夫座に鶴澤清七の名前があり、これが鶴澤清七で出た最初の芝居である。
『三味線の人人』は、清次郎から鶴澤安次郎に改めたとし、天明元年（1781年）9月北堀座『合詞四十七文字』の番付の鶴澤安次郎を初代清七その人としている。鶴澤安次郎は初代清七の倅が後に名乗る名前である。
天明6年（1786年）道頓堀東芝居竹本座『彦山権現誓助剣』の三味線筆末に鶴澤清七とある。筆頭は竹澤鶴佐和。
天明7年（1787年）道頓堀東芝居豊竹座『韓和聞書帖』の鶴澤三二事二代目鶴澤蟻鳳襲名では下二枚目に鶴澤清七とある。
寛政元年（1789年）5月北堀江市の側芝居豊竹此母座では三味線筆頭に昇格。『博多織恋オモニ（金へんに荷）』の下の巻 切の豊竹内匠太夫を弾いた。
文化4年（1807年）5月5日道頓堀角丸芝居「元祖竹本義太夫百廻忌追善浄瑠璃」に三味線筆頭として出演。太夫の筆頭は三代目竹本政太夫。三味線の三枚目には弟子の初代伝吉がいる。
『義太夫年表近世篇』で確認できる最後の出座は、文化5年（1808年）2月道頓堀大西芝居で三味線筆頭に鶴澤清七の名がある。
文化6年（1809年）の見立番付では東大関に位置している。以降は門弟鶴澤伝吉が道頓堀大西芝居等の三味線筆頭となっている。
文政元年（1818年）の見立番付には世話人となっている。
文政9年（1826年）の見立番付では行司清七改鶴澤友治郎とあり、三代目鶴澤友治郎を襲名したことが確認できる。これは、師初代文蔵が見切遺言により二代目友治郎を名乗り、師の遺言で初代清七が三代目友治郎を継いだ。前述の通り既に舞台からは退いており、師二代目同様に三代目友治郎として舞台には立っていない。友治郎の四代目は孫弟子の二代目伝吉が襲名し、初代以来94年ぶりに友治郎として舞台に上がった。
文政9年（1826年）7月22日没。戒名は徳誉教清禅定門。
『増補浄瑠璃大系図』には、
「文化八九年の頃迄勤められしが、多病にて引込て遺言有事にて友次郎名前継事に成て
鶴澤友次郎譲り受相続致是三代目也此時分住居は高麗橋二丁目にて文政に至て此処にて
終に故人となられし
干時文政九年丙戌七月二十二日
法名　徳誉教清禅定門
石碑は倅安次郎始門弟中より建てられしが寺は中町地蔵坂傍りとて不詳」
とある。
初代清七は三味線の譜（朱章）を発明した人として名高く、通説によれば、13歳の時に三味線の譜を考案し始めたといわれる。しかし、『三味線の人人』は大西姓の間の三味線譜の考案はありえないとしている。それは、清七を譜（朱章）に発明に向かわしめたのは、師である初代文蔵にあるとしているからで、そのため、譜（朱章）について考え始めるのは、文蔵の門弟となり初代鶴澤清二郎と改めて以降であるから、その改姓を13歳とすると初舞台が4,5歳となるためである。また、朱章の発祥は享保年間の京都野崎検校の門人・座頭信都の『三十六聲麗の塵』であるとしている。それを清七が発展させたとする。
また、『三味線の人人』は天明元年（1781年）に編集された初代清七の自筆章本が二見家（二代目越路太夫・摂津大掾遺族）に伝わり、二代目鶴澤清八も同種の本を「文楽展」に出展、六代目鶴澤友次郎が文政5年（1822年）に初代清七が自ら描いたとされる師初代文蔵の肖像画を所蔵している旨が記されている。
門弟に三代目鶴澤名八、初代鶴澤伝吉、鶴澤弥三郎、四代目鶴澤蟻鳳（勝蔵蟻鳳）他がいる。

## 二代目
（生年不詳 - 天保11年（1840年）9月）
初代鶴澤勝次郎（勝治郎） ⇒ 二代目鶴澤清七
初代清七門弟。本名笹屋勝次郎。通称を笹屋清七。出生地は大阪市京町堀京町橋西詰北へ入。
寛政10年（1798年）9月北堀江市の側芝居の番付に鶴澤勝次郎の名前がある（筆頭は野澤庄次郎）。同年と推定される博労町稲荷境内芝居にも鶴澤勝次郎の名前がある（筆頭は師匠初代清七）。『増補浄瑠璃大系図』は初出座を寛政11年（1799年）7月道頓堀若太夫芝居『絵本太功記』とするが、同年2月北堀江市の側西ノ芝居『松位姫氏常盤木』にも鶴澤勝次郎の名前があり誤りである。以降も、師初代清七が筆頭を勤める芝居に出座。鶴澤勝次郎の表記の他、勝治郎・勝二郎も番付で確認できる。
享和元年（1801年）2月道頓堀東芝居『接三弦比翼紋日』まで師清七と一座しているが、師清七は京へ向かうも、勝次郎は大坂に留まり、3月から四代目鶴澤三二が筆頭を勤める北堀江市の側西側芝居へ出座した。
享和2年（1802年）7月同座では師初代清七が加入し、筆末に座っている（筆頭は四代目三二）しかし翌8月は筆頭が初代清七、上二枚目が四代目三二となっている（筆末は初代伝吉）。享和3年（1803年）4月同座『花襷会稽褐布染』他では上二枚目に昇格（筆頭は四代目三二）。文化元年（1804年）8月御霊宮境内では三味線筆頭に昇る。しかしこの一芝居だけで、文化2年（1805年）正月からは師清七が筆頭の道頓堀大西芝居に加入（下三枚目）。同年8月稲荷境内の芝居で再び三味線筆頭となる。文化4年（1807年）9月御霊境内芝居にて三味線筆頭。翌10月まで筆頭で、12月より初代伝吉の加入により下二枚目へ。文化8年（1811年）正月稲荷境内『大功記艶書合』の文楽の芝居の杮落しに出座。筆末となっている（筆頭は鶴澤伊左衛門）同年7月同座では筆頭に（伊左衛門は大西芝居へ）。文化10年（1813年）同門の鶴澤勝蔵（後の四代目蟻鳳）に筆頭を譲り、筆末へ。文化15年（1818年）2月北堀江市の側芝居『けいせい北国曙』で三味線筆頭に。
文政3年（1820年）5月角丸一座引越興行北の新地芝居『玉藻前旭袂』で三味線筆頭を勤め大坂を離れ、同月京因幡薬師での同演目の芝居を最後に、江戸へる。
文政5年（1822年）正月江戸結城座『絵本太功記』で「妙心寺之段　御目見得出語り　下り 豊竹君太夫 鶴澤勝次郎」として、江戸に初出座。君太夫の太夫付でもあるが、三味線筆頭にも鶴澤勝次郎とある。
この江戸下りについては、『増補浄瑠璃大系図』には「文化の頃にて一方の立物となり同十年の頃より東京へ赴き彼地にて評判よく去る御大名様方へ立入稽古致扶持人と迄成て贔屓に預り十余年彼地に住居致し文政八年乙酉秋帰坂致し」とあり（前述の通り文化の頃は誤り）、大名お抱えの扶持人となり、江戸へ下ったことがわかる。
『義太夫年表近世篇』で確認が出来るこの頃の江戸結城座の番付の筆頭に鶴澤勝次郎（勝治郎）の名がある。この頃初代豊竹巴太夫を弾いており、文政8年（1825年）10月大坂御霊社内『太平記忠臣講釈』では「七つ目 切」で豊竹巴太夫の太夫付で三味線 江戸鶴澤勝次郎と番付にある。翌11月同座にても初代巴太夫の太夫付となっている。翌文政9年（1826年）御霊社内『祇園祭礼信仰記』では三味線筆頭に。それまで筆頭だった四代目竹澤弥七が筆末に下がった。同年5月北の新地芝居まで巴太夫に従い、三味線筆頭を勤めたが、その後巴太夫が名古屋へ巡業に行った際には従っていない。
同年の見立番付では東の大関となる。師の初代清七は、行司欄に清七改鶴澤友治郎とあり、三代目鶴澤友治郎を襲名したことが確認できる。
文政10年（1827年）正月御霊社内『妹背山婦女庭訓』他で巴太夫の帰阪に伴い、出座。筆頭は三代目文蔵で、中央に三味線と再度記し空欄を設けた最初に鶴澤勝治郎とある。その年の巴太夫の伊勢巡業にも従っている。以降も、巴太夫に従い大坂では御霊境内芝居の三味線筆頭に座り続けた。
文政11年（1828年）師名清七の二代目を襲うにあたり、兄弟子の初代伝吉事三代目鶴澤文蔵と連名にて師初代清七の妻お幸と子息安次郎に差し入れた一札が『増補浄瑠璃大系図』に記されている。
「一札
一共儀幼少之砌より御門弟に被成下預り御教授に候段子々孫々迄御厚恩の程忘却仕間敷候其上此度先師文蔵様は名前伝吉え御譲り御師清七様御名前勝次郎に御譲り被下誠に冥加に相叶候仕合難有奉存候猶此上両人共芸道無油断遂執行御名目相穢し不申様精々相心得可申候且御大功の御名跡に候得は私共存生中には相残る御師直門葉の内何角相見立連々御名跡永久相続仕候様是又急度相守可申候幷に伝吉えは先師より相伝り候御書物等御譲り被下難有慥に受納仕候然る上は文蔵名前相譲り候節右御書物共無相違譲り渡可申事実正明白に候且御師御存生中よりは門弟中一統申合猶々大切に可仕候此以後銘々共始御直門末々に至迄不正不実不相構様門葉中一統急度相守可申候勿論私共に於ては聊不正ケ間敷儀も御座候節は御名前御書物等御取上け被成候共一言の申分毛頭無御座候為後日証御名前幷御書物御譲り請一札価て如件
文政十一子年五月
伝吉事改　文蔵　印
勝次郎事改　清七　印
鶴澤安次郎殿
御母公お幸殿」
実際の襲名披露は翌年であるが、この時点で襲名が決まったいたことがわかる。同年10月御霊境内『日蓮聖人御法海』で三味線筆頭を勤めるも、弾いていた初代巴太夫がこの公演中に病に倒れまもなく没した（12月11日没）
文政12年（1829年）8月御霊境内『仮名手本忠臣蔵』他で勝次郎改二代目鶴澤清七を襲名。当時相三味線を組んでいた豊竹若太夫（代数外）の二代目巴太夫襲名と合わせての披露となった。披露狂言は巴太夫を弾いた「九段目　山科の段 切」と巴勢太夫の『ひらかな盛衰記』「神崎揚屋の段」である。若太夫・勝次郎の両人の江戸上りの襲名披露のため長文の口上が番付に付されている。「鶴澤勝次郎義も先達より師匠清七名前を譲り受御座候て巴太夫名前替之節一所に改名可仕所存ニ御座候折」
二代目清八旧蔵の同芝居の番付には以下の書き込みがある「此時若太夫二世巴太夫卜改名ス　又勝次郎サヽヤ帥此時二世清七と改名シテ九段目と切の神崎揚屋と二タ場共弾カレシナリ」「文化の頃にわ勝次郎師一方ノ立物トナル夫レより文化十年に東京へ行十年東京に住居文政八年乙酉年秋帰阪同十月十七日より御霊社内芝居ニテ忠臣講釈七ツ目切初代巴太夫役場江戸戻りに此場ヲ勤夫レヨリ続イテ出勤ス所に文政十一年戊子年十二月巴太夫故人トナラル后此番付にアル若太夫事二世巴太夫ヲ引れしなり」「サヽヤ云事は此勝治郎師屋号也　又勝治郎は本名也」
翌9月御霊境内初代巴太夫一周忌の『日蓮聖人御法海』にも三味線筆頭として出座。初代巴太夫最後の舞台となった「勘作住家の段 切」を語った二代目巴太夫を弾いた。同年の見立番付には「年寄　鶴澤清七」「行司　鶴澤清七」とある。文政13年（1830年）正月稲荷社内『伊賀越』他に三味線筆頭で出座。これが最後の舞台となり、平野町淀屋橋角で笹屋という茶店を始めたという。
『増補浄瑠璃大系図』は以下のように記す。「此芝居にて退座致され引込て世を楽に暮さる、尤同年改元有て天保元年なり平野町淀屋橋角にて笹屋辿茶商を始めらる、勿論其後は芝居へは出勤なく門弟に稽古の奥義を授教訓を致し居られしが天保十一年庚子の秋病気と成同九月日終に故人とはなられし」
門弟に三代目清七（初代勝右衛門）、初代鶴澤清六、初代鶴澤勝七（勝次郎+清七）、初代鶴澤重造、初代鶴澤燕三（初代清七の末弟でもある）
三代目清七を門弟の初代勝右衛門が継承して以降、勝右衛門の系統が清七名跡を継承していくこととなる。
鶴澤姓の三味線弾きの名跡に多く見られる「勝」の字は、この勝次郎事二代目清七を発祥とする。また、野澤姓の三味線弾きの名跡にも「勝」の字が多くみられるが、これは初代鶴澤勝鳳（初代清七の門弟の四代目鶴澤蟻鳳の門弟（勝蔵蟻鳳）にして、後の初代竹本越路太夫）の忰であり、鶴澤文三（初代伝吉事三代目鶴澤文蔵の門弟）門弟の鶴澤市治郎が二代目鶴澤勝鳳となり、そこから三代目野澤吉兵衛を襲名したためであり、門弟に野澤勝鳳を襲名させている。（明治年間に三代目野澤勝鳳が鶴澤姓にも二代の勝鳳がいることから、自らを三代目鶴澤勝鳳とし、鶴澤姓に勝鳳名跡を戻している。この人を鶴澤姓と野澤姓を合わせて五代目勝鳳ともする）。野澤姓の「勝」も元をたどれば、この鶴澤清七に由来することになる。

## 三代目
（生年不詳 - 安政3年9月23日（1856年10月21日））
鶴澤泰吉 ⇒ 初代鶴澤勝右衛門 ⇒ 三代目鶴澤清七
二代目清七の門弟。本名は金谷。出生地は但馬国出石寺阪。通称を但馬の鬼勝という。
『増補浄瑠璃大系図』によれば、「但州出石城下より少しはなれ寺の産也幼年丹州岩太夫座へ出勤致初名は鶴沢泰吉と云」とあり、但馬の出身で、後の通称但馬の鬼勝の由来である。文化14年（1817年）4月御霊社内の番付に鶴澤泰吉の名がある（筆頭は二代目鶴澤伊左衛門）が、泰吉の名前はこの芝居限りであり三代目清七その人かは不明。師匠勝治郎から勝の字を譲り受け、初代鶴澤勝右衛門を名乗っての初舞台を「文政六年大坂に出て住居致す同七年甲申二月朔日より稲荷社内文楽芝居へ初て出勤致す」と、『増補浄瑠璃大系図』は記す。
文政2年（1819年）9月江戸結城座『伊賀越道中双六』の番付に鶴澤勝右衛門の名がある。三味線筆頭は四代目鶴澤蟻鳳。文政5年（1822年）5月金沢川上北芝居『妹背山婦女庭訓』の番付にも鶴澤勝右衛門とある。しかし、大坂での初舞台は文政6年（1823年）12月稲荷宮社内『蘭奢待新田景図』で、上四枚目に鶴澤勝右衛門とある。筆頭は四代目竹澤弥七で、師匠勝次郎は江戸に出ている。文政7年（1824年）同座2月『新薄雪物語』にて三代目竹本文字太夫（後の三代目竹本氏太夫）を弾く。以降も稲荷の芝居（文楽の芝居）に出座する。
文政10年（1827年）8月稲荷境内の兄弟子の鶴澤安次郎が初代鶴澤勝七を襲名した芝居では下二枚目まで昇っている。文政11年（1828年）2月稲荷社内では上二枚目まで上がる。筆頭は四代目竹澤弥七。同年7月御霊境内『彦山権現誓助剣』では師勝治郎と同座。勝治郎は筆頭で、同門の竹松事初代鶴澤燕三の披露が行われている。翌8月同座『八陳守護城』では筆末へ昇格。
文政12年（1829年）8月御霊境内『仮名手本忠臣蔵』他で師勝次郎改二代目鶴澤清七を襲名。勝右衛門は筆末に座る。
文政13年（1830年）2月北堀江市の側芝居『菅原伝授手習鑑』他で三味線筆末に名を刻み、豊竹巴勢太夫の「寺子屋の段」と『染模様妹背門松』「けいせい野辺分咲（さきわけ）」を弾く（『増補浄瑠璃大系図』では「蝶の道行」とする）
天保2年（1831年）正月いなり社内『鎌倉三代記』他で上二枚目に座る。この時より当時37歳の三代目竹本長門太夫を弾く。以来安政3年（1856年）に三代目清七が没するまでの26年間長門太夫の相三味線を勤める。
『増補浄瑠璃大系図』はこの三代目長門太三代目夫清七の26年間の相三味線について、初代義太夫初代権右衛門の31年間と比して記している。
「（文政13年）春三代目長門太夫と尾州名古屋へ行咄有共前芝居の咄にて行事不出来故に当芝居を勤巴勢太夫に別れて引込長門太夫の帰坂を待也然る処名古屋芝居の成行にて七月信州路に赴越後高田行て又名古屋へ帰り当年伊勢おかげ参りにて冬分参宮致帰坂に及び天保二年戊戌正月二日より稲荷文楽芝居にて前鎌倉三代記二段目にて摺針住家の段切に昔暦大経師の段二場共長門太夫役場是弾始也時に長門太夫年三十歳也夫より安政三辰年迄二十六年が間合三味線也珍ら敷事にて元祖義太夫は貞享二年より正徳五年まで凡三十一年が間三味線初代権右衛門にて語られし由かくも有たき事にて死別れは無是非折々替るは双方に辛抱なく余り宜しからず」
天保3年（1832年）10月いなり社内『鬼一法眼三略巻』他では中央に鶴澤勝右衛門となり、左隣に鶴澤徳太郎とある。これは同門の弟弟子で後に初代鶴澤清六となる人であり、二代目鶴澤清八旧蔵のこの芝居の番付には「十七才清六」と記されている。勝右衛門の上には「長門太夫三味・此後に清七」とある。
同年の見立番付では東前頭3枚目。東大関が師二代目清七、東関脇が鶴澤勇造。東前頭が鶴澤寛治。東前頭筆頭が初代豊吉事二代目鶴澤伝吉。同2枚目が鶴澤時造。
長く稲荷の芝居（文楽の芝居）の三味線欄で中央であったが、天保5年（1834年）2月（木下蔭狭間合戦）で下二枚目へ。同年8月堺宿院芝居『仮名手本忠臣蔵』では筆末に。筆頭は二代目伝吉。天保7年（1836年）『三ヶ津太夫三味線人形改名師第附』に「初代清七門弟　泰吉改　鶴澤勝右衛門」とある。
天保9年（1838年）5月稲荷社内東芝居『ひらかな盛衰記』他で筆末に座り、以降文楽の芝居を退座。次の芝居から筆末には弟弟子の初代清六が座る。
『増補浄瑠璃大系図』の三代目長門太夫の欄によれば、「当夏休みの内紀州若山へ赴き盆替りの間に合せかね候とて是より退座と成其半季は諸々にて出勤十二月に至りて事故有て靭太夫大隅太夫咲太夫越太夫其外下廻りの者人形門造金四東十郎其外附々の者文楽座を隙を取也時に天保十年己亥の歳道頓堀竹田芝居にて櫓下元祖竹本義太夫額を上げて前の一座正月より妹背山婦女庭訓…」とあり、和歌山への巡業の折、文楽の芝居を離れ、道頓堀竹田芝居で竹本義太夫を再興する芝居を始めることになった。
天保10年（1839年）正月道頓堀東竹田芝居『妹背山婦女庭訓』他で三味線筆頭に座る。筆末は弟弟子の初代清六。門弟の卯之介事初代鶴澤九蔵の襲名が行われている。5月まで竹田芝居での興行を続け、8,9,10月と京誓願寺芝居、11月堺大寺芝居を回った。
天保11年（1840年）2月名古屋清寿院芝居に赴き、5月まで続ける。秋葉山を参詣し、御油宿にて引き止められ、素浄瑠璃興行を行ったと『増補浄瑠璃大系図』の三代目長門太夫の欄にある。7月頃帰阪し、8月より元の稲荷社内東芝居（文楽の芝居）へ復し、三味線筆頭に座る。筆末は同門の初代勝七。同じく同門の初代清六は初代大隅太夫の太夫付となっている。
以降も文楽の芝居の三味線筆頭を勤め、四代目鶴澤寛治が出座した際は筆末に下がっている。天保12年（1841年）の見立番付では西前頭筆頭に昇格。
天保13年（1842年）正月稲荷社内東芝居太夫竹本綱太夫『義経千本桜』他で門弟の安次郎が初代鶴澤清八を襲名。勝右衛門は筆末。筆頭に四代目寛治。定次郎事二代目豊吉も襲名も行われている。
同座3月太夫竹本綱太夫『木下蔭狭間合戦』で勝右衛門改三代目鶴澤清七を襲名。番付によれば三代目長門太夫の役場は「竹中砦の段 切」であり、三代目清七の襲名披露狂言となった。筆末に鶴澤勝右衛門とする番付もあるが、版木を異にする「ヒイキ板」には勝右衛門改鶴澤清七と記されている。
同月西之宮芝居の三味線筆頭に鶴澤清七とあるため、同月文楽の芝居が襲名披露となった。この芝居で三代目長門太夫が国名の使用停止につき長登太夫に改めている。山城少掾の番付書き込みに「国名不成迚停止ニ附此度ヨリ長門太夫事長登太夫之文字ニカエル」とある。
同年4月天保の改革の一環で大坂の社寺境内での芝居が禁じられ、文楽の芝居が稲荷境内を退くことになる。『増補浄瑠璃大系図』の三代目長門太夫の欄によれば、9月より徳島へ巡業。冬に帰阪し、翌天保14年（1843年）正月堺、2月伏見、3月西宮、4月堺、8月京四条北側芝居、9月道頓堀若太夫芝居、10月徳島…と各地を転々とした。
同年の見立番付では、東小結に鶴澤清七とある（西小結とする番付もある）。
天保15年（1844年）正月京宮川町芝居太夫竹本綱太夫『義経千本桜』で別書の三味線筆頭。そして庄次郎改三代目鶴澤伝吉の披露が行われている。この芝居は、名代 宇治嘉太夫と四条道場にあった宇治嘉太夫座が天保の改革で同地を退いた後の、宮川町芝居での宇治嘉太夫座の再興である。
弘化2年（1845年）正月より道頓堀竹田芝居に別書の三味線筆頭で出座。同座2月『仮名手本忠臣蔵』で門弟の初代鶴澤九蔵が二代目鶴澤勝右衛門を襲名している。本来であればこの二代目勝右衛門が四代目勝七を継ぐはずであったが、嘉永6年（1853年）に35歳で夭逝したため、同門の三代目文駄が四代目清七を襲名したが、存命中に二代目勝右衛門の門弟である三代目勝右衛門（二代目九蔵）に五代目清七を襲名させ、自身は二代目清七の前名である勝次郎を二代目として襲名し、勝右衛門の筋に清七名跡を戻している。「三世清七ノ門人初代九造改二代鶴沢勝右衛門卜成是河堀の勝右衛門迎名高く乍残念若くて死去す中々之名弾手なりき」と山城少掾は同芝居の番付に書き込んでいる。以降も、四代目友次郎や四代目寛治が一座する際には筆末に下がっているものの、（別書きの）三味線筆頭に座った。
嘉永元年（1848年）の見立番付では西関脇に昇る（西大関は四代目寛治）。同年刊行の「てんぐ噺」には「むかしからこれと定まる名ぽくは朽てもくちぬ残る楠　竹本長登太夫　鶴澤清七」とある。
同じく同年の「浄瑠理太夫三味線師第細見」には「鶴沢勝七故人清七門人幼名安次郎卜云氏太夫共ニ江戸へ下り大当中登して評判益能当時三都之逹者卜称ス」とある。嘉永2年（1849年）正月道頓堀竹田芝居に別書の三味線筆頭で出座。この時四代目梶太夫（後の六代目染太夫）が西横堀文楽軒小屋の素浄瑠璃興行と掛け持ちで出演する。この掛け持ちについて竹田芝居と文楽が揉めたが、それを部屋頭清七親方が納めた旨の記載が『染太夫一代記』にある。この揉め事を清七が納めたお陰で同年7月道頓堀竹田芝居の五代目染太夫の越前大掾の受領披露に出座出来た旨の記載も『染太夫一代記』に記されている。
以降も越前大掾が紋下を勤める道頓堀竹田芝居で別書きの三味線筆頭を勤める。嘉永4年（1851年）江戸に下る。嘉永5年（1852年）相三味線の長登太夫が道頓堀竹田芝居の紋下となる。清七は別書きの三味線筆頭。
嘉永6年（1853年）6月京四条北側大芝居太夫竹本長登太夫の二代目津賀太夫改竹本山城掾藤原兼房の受領披露にも別書き三味線筆頭で出座。安政元年（1854年）の見立番付で東大関に座る。相三味線の長門太夫も東大関である。
安政2年（1855年）相三味線の三代目長登太夫が天保の改革で新築地清水町浜に移転中の文楽の芝居の紋下になり、清七も別書きの三味線筆頭に座る。この長登太夫の文楽の芝居の紋下就任が、今日まで続く文楽座の第一世とされている。山城少掾の番付書込に「此時ヨリ文楽軒之櫓下ヲ三世竹本長登太夫卜定ム座附之長ハ此師ヲ以テ第一世トナス」とある。安政3年（1856年）9月9日、天保13年（1842年）以来退いていた旧地稲荷境内に文楽の芝居が新築落成し、再興される。この時が今日の文楽座に続く起点となっている。紋下に三代目長門太夫、別書の三味線筆頭に鶴澤清七とある番付が刷られたが、公演中の9月23日三代目鶴澤清七が没する。以降、三代目長門太夫の相三味線に初代豊澤團平が抜擢される。
山城少掾の番付書き込みに「文楽座此時稲荷社内旧地へ復帰ヲ許サレ芝居新築落成ナシ此度ヨリ興行ナス」「三代清七死去団平長門之合三味線卜成」「前ノ鬼一ト同番附ナレ共三世長門太夫相三弦ダル三代目清七通称カナャト云う此師死去致サレシニ依テ此芝居ヨリ豊沢団平通称清水町卜云う替ツテ長門太夫ノ相三味ト成ル夫故名前ヲ入レシ跡刷ノ番附也」と、清七を削り團平を三味線筆頭とした別番付が存在する。二代目清八の番付書込には、「天保二年正月二日ヨリ前三代記二段目ノ切ト切ニ大経師ノー場共長門太夫役場也是ヲ引始メナリ」「天保二年戊戊正月二日ヨリいなり文楽にて長門太夫ヲ引始メ安政三年辰年迄廿六年間ノ合三味せん也珍ラシキ事なり此時より三世清七師病気にて引込安政三年丙辰九月廿三日に死去ス法名釈清寿卜云石とは下寺町遊行寺ニアル此時役場三段目長登太夫なり」とある。同年3月の見立番付では勧進元まで昇り詰めた。
戒名は釋清寿。墓碑は下寺町遊行寺に現存する。

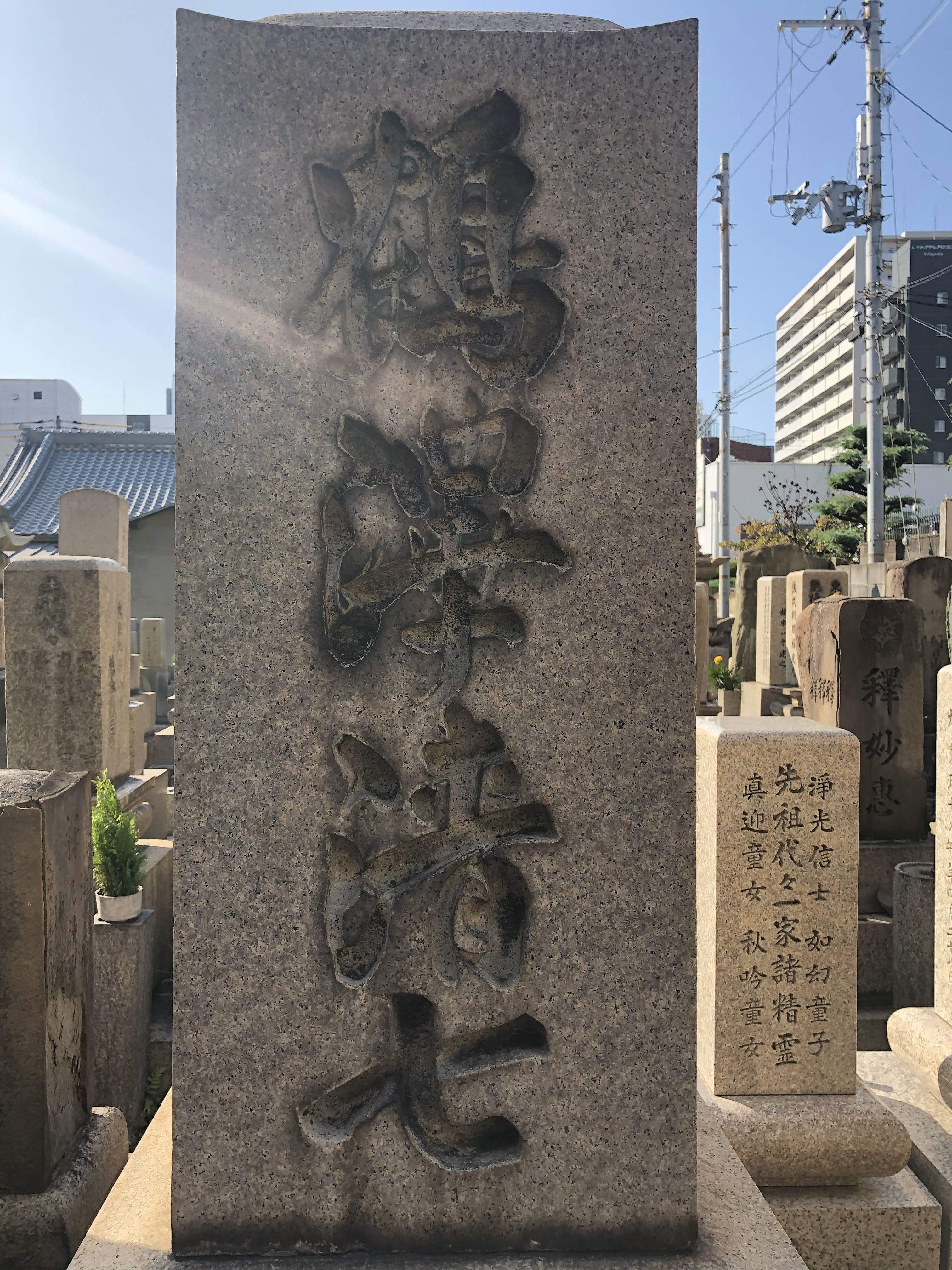
三代目鶴澤清七の墓

門弟に四代目鶴澤清七、二代目勝右衛門、初代鶴澤清八、初代鶴澤重造他がいる。

## 四代目
花澤佐吉 ⇒ 鶴澤佐吉 ⇒ 三代目鶴澤文駄 ⇒ 鶴澤森助 ⇒ 四代目鶴澤清七 ⇒ 二代目鶴澤勝次郎（勝治郎）
文化13年（1816年）生まれ、淡路洲本の出身。二代目花澤伊左衛門門弟。師の没後は初代勝右衛門（三代目清七）門弟。本名津田佐吉。
通称をざこば、ざこば鶴吉という（『増補浄瑠璃大系図』は、ざこば鶴屋とするが誤りか）
『増補浄瑠璃大系図』は「二代花沢伊左衛門の門弟にて花沢佐吉とて文政十二年己丑正月御霊社内芝居にて本朝廿四孝此時初座致し」と初出座を文政12年（1829年）正月の師花澤百造が二代目花澤伊左衛門を襲名した芝居とする。しかし、『義太夫年表近世篇』記載の番付に佐吉の名はなく、花澤佐吉の名は翌2月同座の番付から確認出来る。番付上、鶴澤佐吉という三味線弾きは寛政年間から番付で確認でき、文政9年（1826年）5月稲荷社内太夫竹本綱太夫『夏祭浪花鑑』に鶴澤佐吉がおり、花澤百造も同座していることから、この佐吉がその人の可能性もあるが、花澤佐吉という三味線弾きはこの芝居からとなる。三味線筆頭は四代目竹澤弥七で、師二代目伊左衛門は三代目湊太夫の太夫付となっている。同年8月御霊社内の祖父師匠初代勝次郎が二代目清七を継いだ芝居にも出座。
師二代目花澤伊左衛門は同年4月16日に阿波二軒家町の宿で急逝する。その後、初代鶴澤勝右衛門（後の三代目清七）の門弟となる。同年までは花澤姓で出座しているが、翌天保元年（1830年）からは鶴澤姓に改めている。以降は、師初代勝右衛門に従い、御霊社内や稲荷境内の芝居に出座している。天保6年（1835年）12月いなり社内『日本賢女鑑』で佐吉事三代目鶴澤文駄を襲名。山城少掾の番付書き込みに「佐吉事鶴沢文駄卜改名此人後年四世清七ヲ相続スル人通称ざこぱと云う后ニ又勝治郎名跡二世ヲ継グ」とある。
鶴澤文駄の名跡であるが、文政元年（1818年）頃から番付に鶴澤文駄の名が現れ、文政5年（1822年）12月に花澤咲治が花澤伊左衛門（代数外）を襲名した芝居で初代鶴澤文駄事鶴澤又蔵を襲名。文政7年（1824年）頃まで鶴澤又蔵の名が番付にある。（この鶴澤又蔵が鶴澤文蔵の門弟の名跡として継承されている鶴澤又造と同名跡なのか不明）文政10年（1827年）正月稲荷社内の番付に鶴澤文駄がいる。これが二代目文駄である。この頃三代目竹本重太夫（後の五代目政太夫）を弾く。しかし、文政11年（1828年）以降の番付に鶴澤文駄の名前がなく、天保6年（1835年）に佐吉が三代目文駄を襲名する。天保9年（1838年）の見立番付の西前頭に鶴澤文駄とある。
嘉永元年（1848年）刊行の「てんぐ噺」には「猿廻しまたあろかいなあろかいなあのおもしろさ残る一ふし　豊竹岡太夫　鶴澤文駄」とある。この岡太夫は四代目である。
安政4年（1857年）11月道頓堀竹田芝居で『加賀見山』「又助住家の段 切」で初代竹本長尾太夫の太夫付となる。しかし、これ以降番付に文駄の名がなく、見立番付の東前頭2枚目に鶴澤文駄とあるだけになる。
「暫くの間森助とも成て居られしが安政三年辰九月師匠清七事故人となられし故右名前相続致して」と『増補浄瑠璃大系図』にあるように、安政3年（1858年）9月に師三代目清七が没して後、鶴澤森助と改名した。森助での芝居出演は確認できないが、文久元年（1862年）の見立番付の東前頭2枚目に鶴澤森助とある。東前頭2枚目はそれまで三代目文駄が座っていた場所であり、同人である。文久2年（1862年）の見立番付も東前頭2枚目鶴澤森助であり、文久3年（1863年）の見立番付では西小結に森助事鶴澤清七とあるため、この頃四代目鶴澤清七を襲名した。芝居にての四代目清七の襲名披露が行われたかは不明である。
三代目清七の欄にも記載のように、弘化2年（1845年）2月『仮名手本忠臣蔵』で同門の初代鶴澤九蔵が二代目鶴澤勝右衛門を襲名している。本来であればこの二代目勝右衛門が四代目勝七を継ぐはずであったが、嘉永6年（1853年）に35歳で夭逝したため、同門の三代目文駄が四代目清七を襲名することとなった。そして、存命中に二代目勝右衛門の門弟である三代目勝右衛門（二代目九蔵）に五代目清七を襲名させ、自身は二代目清七の前名である勝次郎を二代目として襲名し、勝右衛門の筋に清七名跡を戻している。
さらに、文駄の名跡であるが、文久3年（1863年）3月道頓堀竹田芝居で清吉改四代目鶴澤文駄の披露が行われている（筆頭が文駄）。同時に五代目春太夫を弾く四代目吉弥改四代目野澤吉兵衛の襲名披露も行われてい。（この文駄が後に六代目豊竹時太夫となる）。同年8月京寺町和泉式部境内太夫竹本山城掾の芝居の筆末にも清吉事四代目鶴澤文駄とある。この芝居は京での襲名披露であり、四代目吉兵衛の襲名披露も同様に行われている。また、『嫗山姥』「御殿の段」を語る二代目竹本越路太夫に江戸上りとつけられており、後に摂津大掾となる二代目越路太夫江戸から上方へ登ったお披露目を五代目春太夫の兄弟子である竹本山城掾が紋下を勤める芝居で行っている。山城少掾の番付書き込みに「「二代竹本越路太夫江戸ニ於テ三世野沢吉兵衛師ニテ修行師死去当度ヨリ師五世竹本春太夫之元二帰ヘリ京阪地へ出勤再修行一歩ヲ此時廿八才也三味線四代野沢吉兵衛師ガ弾ク」とある。
四代目清七襲名以降は、『増補浄瑠璃大系図』に「追々老年に及び」とあるように、積極的な芝居出演はなかった。元治元年（1864年）8月天満戎門の番付に清七の名がある。同年の見立番付では西の関脇に昇格。慶応2年（1866年）の見立番付では西大関となる。翌慶応3年（1867年）には勧進元へ。慶応4年（1868年）は初代鶴澤清六と並び三線（※ママ 三味線か）後見へ。
明治18年（1885年）に、同門二代目勝右衛門の門弟である三代目鶴澤勝右衛門に清七名跡を譲り、自身は二代目清七の前名である鶴澤勝治郎を二代目として名乗った「三味線総後見して門弟教訓致芸道の励みを今に息災にて両人の倅を杖とし老を楽しみ暮さるゝ也」と『増補浄瑠璃大系図』にある。
明治21年（1888年）5月29日没。享年73歳
鶴澤勝治郎の名跡は、三代目勝次郎の襲名を当時の三代目鶴澤叶が望むもかなわず、初代清六の娘である鶴澤きくが三代目清六を一代限りで襲名させた経緯がある。

## 五代目
（文政11年4月15日（1828年5月28日） - 明治34年（1901年）10月12日）
鶴澤広吉 ⇒ 二代目鶴澤九蔵 ⇒ 三代目代鶴澤勝右衛門 ⇒ 五代目鶴澤清七
二代目勝右衛門（初代九蔵）門弟。三代目清七の孫弟子。本名は浅田嘉七。『増補浄瑠璃大系図』は「土塔町の住人なり」としている。
天保12年（1841年）正月名古屋立花町常芝居の番付に鶴澤広吉の名がある。三味線筆頭は二代目代鶴澤豊吉（四代目鶴澤伝吉）。同年8月稲荷社内東芝居太夫竹本綱太夫『絵合太功記』他の番付に鶴澤広吉の名がある。筆末が祖父師匠の初代勝右衛門（三代目清七）である。下三枚目には師匠初代九造（九蔵）がいる。以降も祖父師匠三代目清七や師匠初代九蔵に従っている。
弘化2年（1845年）2月道頓堀竹田芝居『仮名手本忠臣蔵』で師初代九蔵が二代目鶴澤勝右衛門を襲名。番付に九蔵改鶴澤勝右衛門とある。山城少掾の番付書き込みに「三世清七ノ門人初代九造改二代鶴沢勝右衛門卜成是河堀の勝右衛門迚名高く乍残念若くて死去す中々之名弾手なりき」とある。広吉は下5枚目に座っている。
「弘化年中に師の名跡譲り受て改名致し鶴沢九蔵と成て出勤致し」と『増補浄瑠璃大系図』にあるように、弘化年中に師名の鶴澤九蔵の二代目を襲名している。確かに、弘化4年（1847年）正月兵庫定芝居『仮名手本忠臣蔵』の番付に下三枚目に鶴澤九蔵とある。筆頭は初代鶴澤吉左衛門。筆末は四代目鶴澤友治郎。2枚目に後に四代目清七となる三代目文駄がいる。同年4月の見立番付では西前頭に鶴澤広吉とあり、嘉永元年（1848年）6月の見立番付では西前頭に鶴澤九蔵とあり、同年の「三都太夫三味線人形改名録」に「広吉改　鶴澤九蔵」とあることから、嘉永改元後は、二代目九蔵が浸透していた。しかし、番付上は、鶴澤九造と表記されていることが多い。
嘉永6年（1853年）7月26日、師二代目鶴澤勝右衛門が清七を襲名することなく35歳で夭逝した。そのため、四代目清七は三代目清七の同門である三代目文駄が襲名し、後にこの二代目九蔵（三代目勝右衛門）に五代清七を襲名させることとなる。
安政2年（1855年）3月新築地清水町浜『伊賀越』他で二代目九蔵改三代目鶴澤勝右衛門を襲名。山城少掾の番付書き込みに「二代九造事三世勝右衛門卜改名後ニ五世清七トナル堂島ト云う」とある。しかし、嘉永7年（1854年）4月新築地清水町浜の番付に既に鶴澤九蔵とあるため、襲名自体はそれより以前に行われており、襲名披露がこの芝居となった。同年の見立番付では「東前頭　大坂九蔵事鶴澤勝右衛門」とある。以降も新築地清水町浜の文楽の芝居に出座している（筆頭は紋下の三代目長門太夫を弾く祖父師匠三代目清七）。
安政4年（1857年）祖父師匠三代目清七が没し、三代目長門太夫を新たに弾くことになった初代豊澤團平が三味線筆頭となり、勝右衛門は上2枚目に位置している。筆末は初代豊澤新左衛門。（後に四代目豊澤広助が筆頭、團平が筆末、新左衛門が下2枚目に下がっても勝右衛門は上2枚目）。同年11月道頓堀竹田芝居『仮名手本忠臣蔵』他では「喜内住家の段　切」を語る五代目豊竹湊太夫の太夫付となっている。
安政6年（1859年）7月稲荷社内東芝居では初代團平が病気休演したため、この芝居だけ三代目勝右衛門が三代目長門太夫を弾いた。
『増補浄瑠璃大系図』に「元治元年子年中勤事故有て退座致し何れへも出勤なく引込居られしが」とあり、番付上も元治元年（1864年）年10月いなり東小家『出世太平記』他の上2枚目を最後に、鶴澤勝右衛門の名が消える。
慶応3年（1867年）3月上旬徳島二けんや出口の芝居の三味線筆頭に鶴澤勝右衛門があるが、『義太夫年表近世篇』が註をつけるように慶応3年（1867年）ではない可能性や、地方公演のため、同名別人の可能性も排除できない。以降も、同年の見立番付では東西前頭に鶴澤勝右衛門の名があるが、芝居出座は確認できない。
明治18年（1885年）に叔父師匠の四代目清七が師二代目勝右衛門が名乗れなかった鶴澤清七の五代目を襲名。「明治十八年乙西冬に至りて四代目清七老年に及び大切なき名前なり其智因有て譲り渡さるヽ也鶴沢清七と成て披露致し幾久敷相続致さるヽ是五代目也」と『増補浄瑠璃大系図』にあり、襲名披露が行われたことは確認できるが、芝居番付では確認できない。
明治34年（1901年）10月12日没。享年74歳。『弥太夫日記』は10月5日没とする。
戒名：浅深院究竟日等信士。墓所は大阪市北区野崎町蓮華寺（堂島）。

## 六代目
（嘉永5年7月14日（1852年8月28日） - 大正9年（1920年）7月29日）本名は前田鹿之助。
鶴澤勝作 ⇒ 三代目鶴澤綱造 ⇒ 四代目鶴澤勝右衛門 ⇒ 六代目鶴澤清七
五代目門弟。二代目綱造（堂島）の息子。本名前田鹿之助。
嘉永5年（1852年）7月14日生まれ。出生地は大阪市北区曽根崎新地2丁目。
「五代清七門弟にて文久二年戌八月文楽芝居にて朝顔話此時初て出座致し夫より続て出勤致せしが明治二年巳五月より退座して東京へ引越彼地に暮す夫より長らく逗留致明治十四年帰坂致し直様松島文楽座にて大江山此時より改名致出勤す」と『増補浄瑠璃大系図』にある。
文久2年（1862年）いなり社内東ノ小家『生写朝顔話』他の番付に「鶴澤勝さく」の名がある。三味線筆頭は初代豊澤團平。筆下に初代豊澤新左衛門。上2枚目に師三代目勝右衛門がいる。以降も文楽の芝居に出座する。
明治2年（1869年）いなり東芝居『伽羅先代萩』他で文楽の芝居を退座し、東京に向かった。
明治14年（1881年）正月松島文楽座『大江山酒吞童子』他で帰阪し、父の名跡鶴澤綱造を三代目として名乗る。
明治19年（1886年）2月松島文楽座『祇園祭礼信仰記』他で三代目綱造改四代目鶴澤勝右衛門を襲名。この時下2枚目に位置している。師三代目勝右衛門が前年に五代目清七を襲名していた。明治32年（1899年）引退し、六代目鶴澤清七を襲名する。
四代目、五代目、六代目と鶴澤清七の名跡は一線を退いた後に襲名される名跡となっている。六代目清七襲名後は、東京で稽古を楽しみ余生を送った。
大正9年（1920年）7月29日没。享年69歳。戒名：道覚智圓信士。大阪市北区野崎町蓮華寺。
子息に四代目鶴澤綱造がいるが、綱造のまま生涯を終えた為、遺族が鶴澤清七の名跡を当時の鶴澤清六家の当主である坪井澤一（二代目鶴澤道八）に預けた。